# Chlorophytum tuberosum
Chlorophytum tuberosum är en sparrisväxtart som först beskrevs av William Roxburgh, och fick sitt nu gällande namn av John Gilbert Baker. Chlorophytum tuberosum ingår i släktet ampelliljor, och familjen sparrisväxter. Inga underarter finns listade i Catalogue of Life.